# Eisschnelllauf-Sprintweltmeisterschaft 2010
Die 41. Eisschnelllauf-Sprintweltmeisterschaft wurde am 16. und 17. Januar 2010 im japanischen Obihiro im Meiji Hokkaido-Tokachi Oval ausgetragen.
Die Eishalle war bereits Austragungsort der Eisschnelllauf-Juniorenweltmeisterschaften 1990. Aufgrund persönlicher Olympiavorbereitungen waren die Titelverteidiger Shani Davis und Wang Beixing, sowie viele weitere Weltklasseläufer, in diesem Jahr nicht am Start.
Die Sieger bei den Männern und Frauen kamen in diesem Jahr beide aus Südkorea. Das letzte Mal, dass beide Gewinner aus einem Land kamen, war 2004, als die Niederländer Erben Wennemars und Marianne Timmer siegreich waren. Lee Sang-hwa gewann ihren ersten WM-Titel und überhaupt die erste Goldmedaille einer Südkoreanerin bei Sprintweltmeisterschaften. Lee Kyu-hyeok gewann hingegen nach 2007 und 2008 schon seinen dritten Titel bei einer Sprint-WM.

## Wettbewerb
- 67 Sportler aus 18 Nationen kamen, um unter sich den Sprintweltmeister zu ermitteln

| Teilnehmende Nationen                             | Teilnehmende Nationen                   | Teilnehmende Nationen                 | Teilnehmende Nationen            | Teilnehmende Nationen      |
| ------------------------------------------------- | --------------------------------------- | ------------------------------------- | -------------------------------- | -------------------------- |
| Argentinien Australien Kanada Volksrepublik China | Finnland Frankreich Deutschland Italien | Japan Kasachstan Südkorea Niederlande | Norwegen Polen Rumänien Russland | Ukraine Vereinigte Staaten |

Bei der Sprintweltmeisterschaft geht es über die 500 und 1.000 m Distanz, jeweils an zwei Tagen. Wenn ein Sportler am ersten Tag auf der Innenbahn startet, so startet er am zweiten Tag auf der Außenbahn. Die 24 besten Frauen und Männer nach drei Strecken qualifizieren sich für die vierte Strecke. 

### Frauen

#### Endstand
- Zeigt die zwölf erfolgreichsten Sportlerinnen der Sprint-WM

| Rang | Name                  | 1. Lauf 500 Meter/Pkt. | 1. Lauf 1.000 Meter | Pkt.   | 2. Lauf 500 Meter/Pkt. | 2. Lauf 1.000 Meter | Pkt.   | Gesamt- pkt. |
| ---- | --------------------- | ---------------------- | ------------------- | ------ | ---------------------- | ------------------- | ------ | ------------ |
| 1    | Lee Sang-hwa          | 38,19 (1)              | 1:17,78 (4)         | 38,890 | 38,37 (2)              | 1:18,26 (6)         | 39,130 | 154,580      |
| 2    | Sayuri Yoshii         | 38,74 (3)              | 1:17,26 (1)         | 38,630 | 38,92 (6)              | 1:17,08 (1)         | 38,540 | 154,830      |
| 3    | Jenny Wolf            | 38,31 (2)              | 1:18,32 (8)         | 39,160 | 38,24 (1)              | 1:18,80 (13)        | 39,400 | 155,110      |
| 4    | Nao Kodaira           | 38,75 (4)              | 1:17,64 (3)         | 38,820 | 39,11 (8)              | 1:17,99 (3)         | 38,995 | 155,675      |
| 5    | Jekaterina Malyschewa | 39,02 (7)              | 1:18,31 (7)         | 39,155 | 39,49 (15)             | 1:17,50 (2)         | 38,750 | 156,415      |
| 6    | Yu Jing               | 38,84 (5)              | 1:18,67 (13)        | 39,335 | 39,18 (10)             | 1:18,38 (8)         | 39,190 | 156,5451     |
| 7    | Jin Peiyu             | 39,15 (10)             | 1:18,37 (9)         | 39,185 | 38,94 (7)              | 1:18,54 (9)         | 39,270 | 156,5451     |
| 8    | Olga Fatkulina        | 39,20 (11)             | 1:18,40 (10)        | 39,200 | 39,15 (9)              | 1:18,20 (4)         | 39,100 | 156,650      |
| 9    | Tomomi Okazaki        | 38,99 (6)              | 1:19,31 (18)        | 39,655 | 38,88 (5)              | 1:18,82 (14)        | 39,410 | 156,935      |
| 10   | Shihomi Shin’ya       | 39,02 (7)              | 1:18,47 (11)        | 39,235 | 39,31 (11)             | 1:19,02 (15)        | 39,510 | 157,075      |
| 11   | Julija Nemaja         | 39,08 (9)              | 1:19,90 (24)        | 39,950 | 38,79 (4)              | 1:18,55 (10)        | 39,275 | 157,095      |
| 12   | Zhang Shuang          | 39,54 (17)             | 1:19,08 (16)        | 39,540 | 38,68 (3)              | 1:19,37 (18)        | 39,685 | 157,445      |

1Im Falle von Punktgleichheit entscheidet die Zeit der letzten Strecke über die Platzierung.

#### 1. Lauf 500 Meter

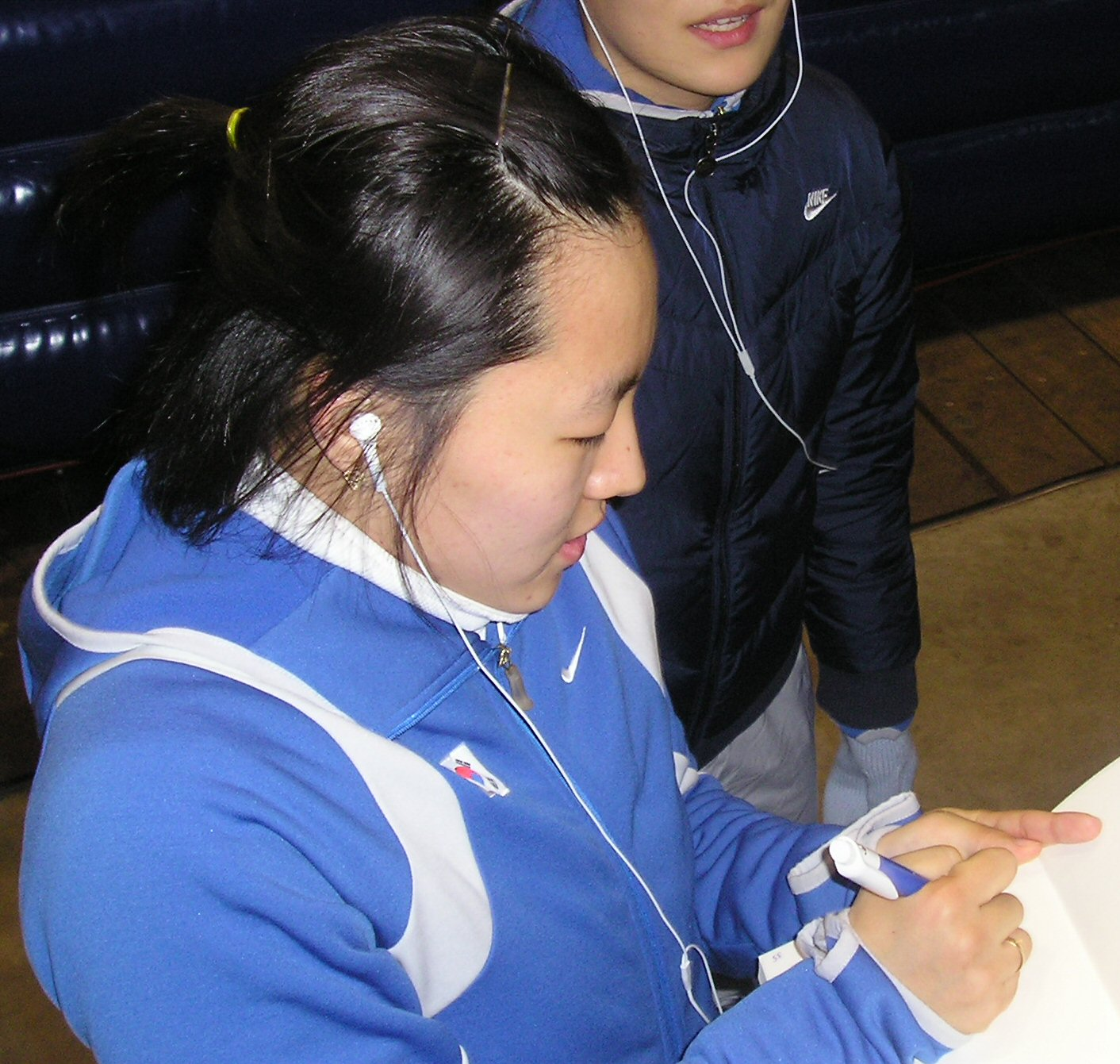
Sprint-Weltmeisterin 2010 –
Lee Sang-hwa

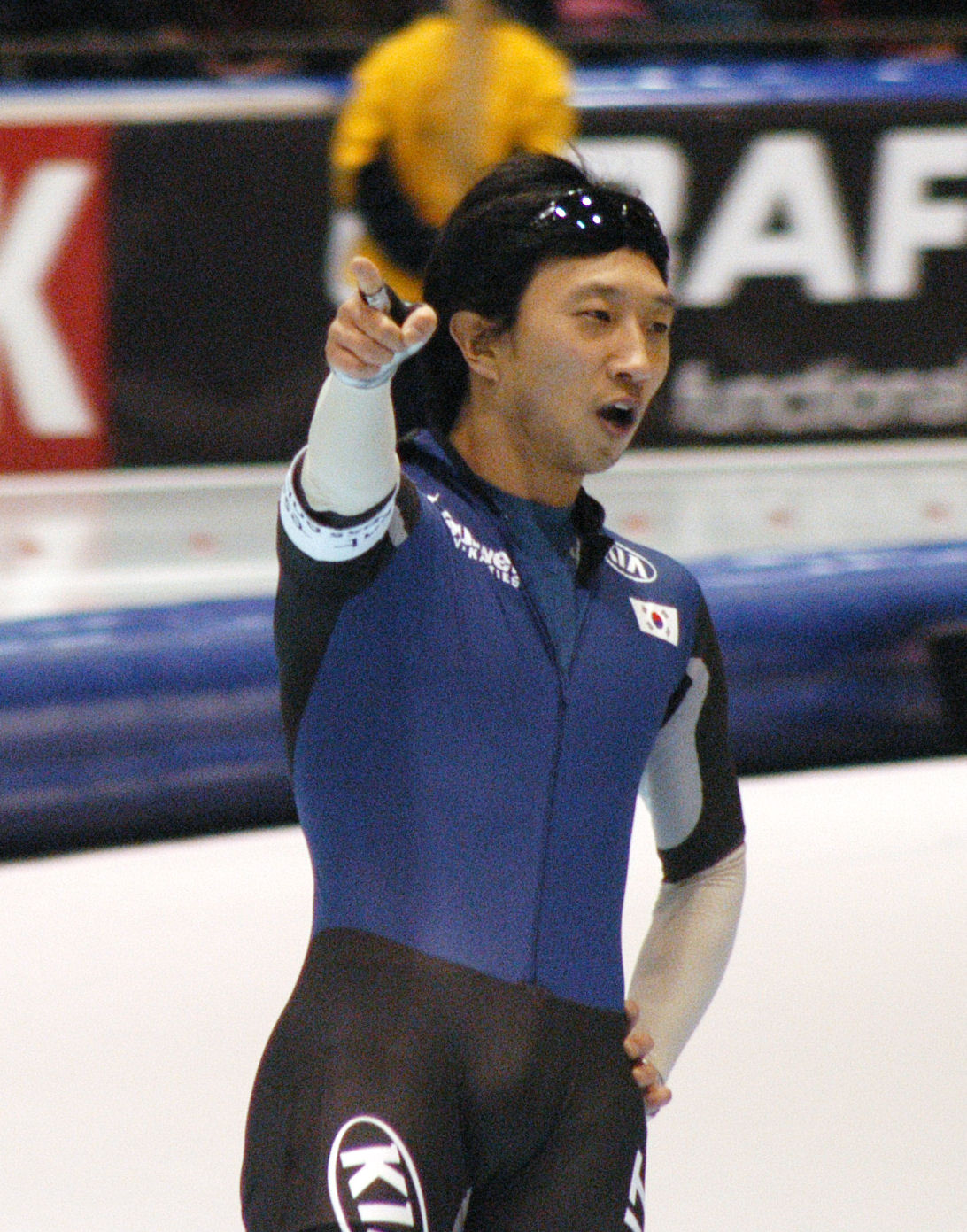
Sprint-Weltmeister 2010 –
Lee Kyu-hyeok

| Platz | Name                                  | Land                | Zeit/Pkt. |  |
| ----- | ------------------------------------- | ------------------- | --------- |  |
| 1     | Lee Sang-hwa                          | Südkorea            | 38,19     |  |
| 2     | Jenny Wolf                            | Deutschland         | 38,31     |  |
| 3     | Sayuri Yoshii                         | Japan               | 38,74     |  |
| 4     | Nao Kodaira                           | Japan               | 38,75     |  |
| 5     | Yu Jing                               | Volksrepublik China | 38,84     |  |
| 6     | Tomomi Okazaki                        | Japan               | 38,99     |  |
| 7     | Shihomi Shin’ya Jekaterina Malyschewa | Japan Russland      | 39,02     |  |
| 9     | Julija Nemaja                         | Russland            | 39,08     |  |
| 10    | Jin Peiyu                             | Volksrepublik China | 39,15     |  |
|       |                                       |                     |           |  |
| 19    | Judith Hesse                          | Deutschland         | 39,65     |  |
| 22    | Heike Hartmann                        | Deutschland         | 39,80     |  |

#### 1. Lauf 1.000 Meter
| Platz | Name                  | Land                | Zeit    | Punkte |
| ----- | --------------------- | ------------------- | ------- | ------ |
| 1     | Sayuri Yoshii         | Japan               | 1:17,26 | 38,630 |
| 2     | Monique Angermüller   | Deutschland         | 1:17,59 | 38,795 |
| 3     | Nao Kodaira           | Japan               | 1:17,64 | 38,820 |
| 4     | Lee Sang-hwa          | Südkorea            | 1:17,78 | 38,890 |
| 5     | Lotte van Beek        | Niederlande         | 1:17,83 | 38,915 |
| 6     | Sophie Nijman         | Niederlande         | 1:18,11 | 39,055 |
| 7     | Jekaterina Malyschewa | Russland            | 1:18,31 | 39,155 |
| 8     | Jenny Wolf            | Deutschland         | 1:18,32 | 39,160 |
| 9     | Jin Peiyu             | Volksrepublik China | 1:18,37 | 39,185 |
| 10    | Olga Fatkulina        | Russland            | 1:18,40 | 39,200 |
|       |                       |                     |         |        |
| 17    | Heike Hartmann        | Deutschland         | 1:19,18 | 39,590 |
| 21    | Judith Hesse          | Deutschland         | 1:19,66 | 39,830 |

#### 2. Lauf 500 Meter
| Platz | Name                | Land                | Zeit/Pkt. |  |
| ----- | ------------------- | ------------------- | --------- |  |
| 1     | Jenny Wolf          | Deutschland         | 38,24     |  |
| 2     | Lee Sang-hwa        | Südkorea            | 38,37     |  |
| 3     | Zhang Shuang        | Volksrepublik China | 38,68     |  |
| 4     | Julija Nemaja       | Russland            | 38,79     |  |
| 5     | Tomomi Okazaki      | Japan               | 38,88     |  |
| 6     | Sayuri Yoshii       | Japan               | 38,92     |  |
| 7     | Jin Peiyu           | Volksrepublik China | 38,94     |  |
| 8     | Nao Kodaira         | Japan               | 39,11     |  |
| 9     | Olga Fatkulina      | Russland            | 39,15     |  |
| 10    | Yu Jing             | Volksrepublik China | 39,18     |  |
|       |                     |                     |           |  |
| 14    | Monique Angermüller | Deutschland         | 39,46     |  |
| 22    | Heike Hartmann      | Deutschland         | 40,01     |  |

#### 2. Lauf 1.000 Meter
| Platz | Name                           | Land                | Zeit    | Punkte |
| ----- | ------------------------------ | ------------------- | ------- | ------ |
| 1     | Sayuri Yoshii                  | Japan               | 1:17,08 | 38,540 |
| 2     | Jekaterina Malyschewa          | Russland            | 1:17,50 | 38,750 |
| 3     | Nao Kodaira                    | Japan               | 1:17,99 | 38,995 |
| 4     | Olga Fatkulina                 | Russland            | 1:18,20 | 39,100 |
| 5     | Lotte van Beek                 | Niederlande         | 1:18,24 | 39,120 |
| 6     | Lee Sang-hwa                   | Südkorea            | 1:18,26 | 39,130 |
| 7     | Sophie Nijman                  | Niederlande         | 1:18,36 | 39,180 |
| 8     | Yu Jing                        | Volksrepublik China | 1:18,38 | 39,190 |
| 9     | Jin Peiyu                      | Volksrepublik China | 1:18,54 | 39,270 |
| 10    | Chiara Simionato Julija Nemaja | Italien Russland    | 1:18,55 | 39,275 |
|       |                                |                     |         |        |
| 13    | Jenny Wolf                     | Deutschland         | 1:18,80 | 39,400 |
| 21    | Heike Hartmann                 | Deutschland         | 1:19,84 | 39,920 |

### Männer

#### Endstand
- Zeigt die zwölf erfolgreichsten Sportler der Sprint-WM

| Rang | Name                | 1. Lauf 500 Meter/Pkt. | 1. Lauf 1.000 Meter | Pkt.   | 2. Lauf 500 Meter/Pkt. | 2. Lauf 1.000 Meter | Pkt.   | Gesamt- pkt. |
| ---- | ------------------- | ---------------------- | ------------------- | ------ | ---------------------- | ------------------- | ------ | ------------ |
| 1    | Lee Kyu-hyeok       | 35,22 (3)              | 1:09,44 (1)         | 34,720 | 35,17 (2)              | 1:09,60 (1)         | 34,800 | 139,910      |
| 2    | Lee Kang-seok       | 35,15 (2)              | 1:10,85 (8)         | 35,425 | 35,11 (1)              | 1:10,39 (4)         | 35,195 | 140,880      |
| 3    | Keiichirō Nagashima | 35,01 (1)              | 1:10,99 (9)         | 35,495 | 35,19 (3)              | 1:10,73 (8)         | 35,365 | 141,060      |
| 4    | Ronald Mulder       | 35,24 (4)              | 1:10,48 (5)         | 35,240 | 35,55 (6)              | 1:10,36 (3)         | 35,180 | 141,210      |
| 5    | Dmitri Lobkow       | 35,50 (7)              | 1:10,23 (4)         | 35,115 | 35,56 (8)              | 1:10,57 (6)         | 35,285 | 141,460      |
| 6    | Mika Poutala        | 35,26 (5)              | 1:11,04 (11)        | 35,520 | 35,32 (4)              | 1:10,84 (10)        | 35,420 | 141,520      |
| 7    | Beorn Nijenhuis     | 35,66 (10)             | 1:09,73 (2)         | 34,865 | 35,74 (13)             | 1:10,56 (5)         | 35,280 | 141,545      |
| 8    | Lars Elgersma       | 35,75 (14)             | 1:10,81 (7)         | 35,405 | 35,70 (12)             | 1:09,73 (2)         | 34,865 | 141,720      |
| 9    | Tadashi Obara       | 35,44 (6)              | 1:11,46 (14)        | 35,730 | 35,57 (9)              | 1:10,64 (7)         | 35,320 | 142,060      |
| 10   | Ryōhei Haga         | 35,68 (12)             | 1:11,01 (10)        | 35,505 | 35,61 (10)             | 1:12,13 (21)        | 36,065 | 142,860      |
| 11   | Maciej Ustynowicz   | 35,71 (13)             | 1:11,95 (19)        | 35,975 | 35,68 (11)             | 1:11,06 (11)        | 35,530 | 142,895      |
| 12   | Alexei Jessin       | 35,97 (20)             | 1:11,04 (11)        | 35,520 | 36,11 (20)             | 1:10,82 (9)         | 35,410 | 143,010      |

#### 1. Lauf 500 Meter
| Platz | Name                      | Land                    | Zeit/Pkt. |  |
| ----- | ------------------------- | ----------------------- | --------- |  |
| 1     | Keiichirō Nagashima       | Japan                   | 35,01     |  |
| 2     | Lee Kang-seok             | Südkorea                | 35,15     |  |
| 3     | Lee Kyu-hyeok             | Südkorea                | 35,22     |  |
| 4     | Ronald Mulder             | Niederlande             | 35,24     |  |
| 5     | Mika Poutala              | Finnland                | 35,26     |  |
| 6     | Tadashi Obara             | Japan                   | 35,44     |  |
| 7     | Dmitri Lobkow             | Russland                | 35,50     |  |
| 8     | Zhang Zhongqi             | Volksrepublik China     | 35,52     |  |
| 9     | Parker Vance              | Vereinigte Staaten      | 35,62     |  |
| 10    | Nico Ihle Beorn Nijenhuis | Deutschland Niederlande | 35,66     |  |
|       |                           |                         |           |  |
| 14    | Samuel Schwarz            | Deutschland             | 35,75     |  |

#### 1. Lauf 1.000 Meter
| Platz | Name                      | Land        | Zeit    | Punkte |
| ----- | ------------------------- | ----------- | ------- | ------ |
| 1     | Lee Kyu-hyeok             | Südkorea    | 1:09,44 | 34,720 |
| 2     | Beorn Nijenhuis           | Niederlande | 1:09,73 | 34,865 |
| 3     | Samuel Schwarz            | Deutschland | 1:10,20 | 35,100 |
| 4     | Dmitri Lobkow             | Russland    | 1:10,23 | 35,115 |
| 5     | Ronald Mulder             | Niederlande | 1:10,48 | 35,240 |
| 6     | Christoffer Fagerli Rukke | Norwegen    | 1:10,62 | 35,310 |
| 7     | Lars Elgersma             | Niederlande | 1:10,81 | 35,405 |
| 8     | Lee Kang-seok             | Südkorea    | 1:10,85 | 35,425 |
| 9     | Keiichirō Nagashima       | Japan       | 1:10,99 | 35,495 |
| 10    | Ryōhei Haga               | Japan       | 1:11,01 | 35,505 |
|       |                           |             |         |        |
| 15    | Nico Ihle                 | Deutschland | 1:11,47 | 35,735 |
| 21    | Jörg Dallmann             | Deutschland | 1:12,06 | 36,030 |

#### 2. Lauf 500 Meter
| Platz | Name                        | Land                            | Zeit/Pkt. |  |
| ----- | --------------------------- | ------------------------------- | --------- |  |
| 1     | Lee Kang-seok               | Südkorea                        | 35,11     |  |
| 2     | Lee Kyu-hyeok               | Südkorea                        | 35,17     |  |
| 3     | Keiichirō Nagashima         | Japan                           | 35,19     |  |
| 4     | Mika Poutala                | Finnland                        | 35,32     |  |
| 5     | Yu Fengtong                 | Volksrepublik China             | 35,41     |  |
| 6     | Zhang Zhongqi Ronald Mulder | Volksrepublik China Niederlande | 35,55     |  |
| 8     | Dmitri Lobkow               | Russland                        | 35,56     |  |
| 9     | Tadashi Obara               | Japan                           | 35,57     |  |
| 10    | Ryōhei Haga                 | Japan                           | 35,61     |  |
|       |                             |                                 |           |  |
| 14    | Samuel Schwarz              | Deutschland                     | 35,78     |  |
| 16    | Nico Ihle                   | Deutschland                     | 35,88     |  |

#### 2. Lauf 1.000 Meter
| Platz | Name                | Land        | Zeit    | Punkte |
| ----- | ------------------- | ----------- | ------- | ------ |
| 1     | Lee Kyu-hyeok       | Südkorea    | 1:09,60 | 34,800 |
| 2     | Lars Elgersma       | Niederlande | 1:09,73 | 34,865 |
| 3     | Ronald Mulder       | Niederlande | 1:10,36 | 35,180 |
| 4     | Lee Kang-seok       | Südkorea    | 1:10,39 | 35,195 |
| 5     | Beorn Nijenhuis     | Niederlande | 1:10,56 | 35,280 |
| 6     | Dmitri Lobkow       | Russland    | 1:10,57 | 35,285 |
| 7     | Tadashi Obara       | Japan       | 1:10,64 | 35,320 |
| 8     | Keiichirō Nagashima | Japan       | 1:10,73 | 35,365 |
| 9     | Alexei Jessin       | Russland    | 1:10,82 | 35,410 |
| 10    | Mika Poutala        | Finnland    | 1:10,84 | 35,420 |
|       |                     |             |         |        |
| 15    | Nico Ihle           | Deutschland | 1:11,51 | 35,755 |
| 18    | Jörg Dallmann       | Deutschland | 1:12,01 | 36,005 |
| 24    | Samuel Schwarz      | Deutschland | 1:13,74 | 36,870 |